# Pământ 2 (serial)
Pământ 2 (1984) (denumire originală Earth 2) este un serial TV științifico-fantastic  creat de Michael Duggan, Carol Flint, Mark Levin și Billy Ray; cu Debrah Farentino, Clancy Brown și Sullivan Walker în rolurile principale.

## Povestea
În viitor, un grup de coloniști umani se prăbușesc cu nava lor spațială pe o planetă extraterestră. Curând începe lunga călătorie spre locul de destinație desemnat inițial. Ei se confruntă cu amenințări extraterestre dar și umane. 